# Xã Pine Grove, Quận Schuylkill, Pennsylvania
Xã Pine Grove (tiếng Anh: Pine Grove Township) là một xã thuộc quận Schuylkill, tiểu bang Pennsylvania, Hoa Kỳ. Năm 2010, dân số của xã này là 4.123 người.